# Analog Protection System
Analog Protection System (APS), noto anche come Copyguard o Macrovision, è un sistema di protezione da copia di VHS e DVD originariamente sviluppato da Macrovision. Le videocassette copiate da DVD codificati con APS diventano confuse e inguardabili. Il processo funziona aggiungendo impulsi ai segnali video analogici per influire negativamente sul circuito AGC di un dispositivo di registrazione. Nei dispositivi digitali, le modifiche al segnale video analogico vengono create da un chip che converte il video digitale in analogico all'interno del dispositivo. Nei lettori DVD, i bit di trigger vengono creati durante la creazione di DVD per informare l'APS che dovrebbe essere applicato alle uscite analogiche dei lettori DVD o alle uscite video analogiche su un PC durante la riproduzione di un disco DVD-Video protetto. Nei set-top box i bit di attivazione sono incorporati nei messaggi di controllo dei diritti di accesso condizionale (ECM) nel flusso consegnato all'STB. In VHS, le alterazioni del segnale video analogico vengono aggiunte in un "processore box" fornito da Macrovision utilizzato dai duplicatori. I dispositivi commercializzati come "stabilizzatori video", insieme ai time base corrector, possono essere utilizzati per tentare di rimuovere il meccanismo di protezione dalla copia di Macrovision.
I dispositivi di registrazione digitale (registratori DVD) spesso impediscono la registrazione se rilevano un segnale di protezione sull'ingresso. L'unità potrebbe visualizzare un messaggio di errore sul programma protetto da copia.
L'APS può essere segnalato anche digitalmente, nel campo bit CGMS-A inviato nell'intervallo di blanking verticale.